# Симон II (царь Картли)
Симон II или Симон-хан (ум. 1630 или 1631) — хан (по грузинским источникам, царь) Картли (1619—1625, формально до 1631). Из картлийской ветви династии Багратионов.
Сын Баграт-хана VII и Анны, дочери Александра II Кахетинского. 

## Восшествие на престол при помощи шаха Аббаса I
Вырос в Персии при дворе шаха. Малолетнего Симона II шах Персии Аббас I Великий назначил ханом Картли, а советником при нем — Георгия Саакадзе (великий Моурави), который и был фактическим правителем страны.
В 1619 году шах Аббас I благословил на царствование в Картли Симона II, и в сопровождении Великого Моурави отправил в Картли. Симон II не мешал Моурави наводить порядок в царстве, он попросту отстранился от дел и на все отвечал: спросите Моурави, пусть Моурави решит. Великий Моурави стал полновластным правителем Картли. На одном документе, связанным с тяжбой Андукапара Амилахвари по поводу владений, Симон II написал своё решение: «До прихода Моурави всё оставьте, а когда Моурави пожалует, сделаем, как будет лучше; и то, что спорно в городе или в Дигали, или в Али тоже должен решить Моурави».
В 1625 году возглавляемое Георгием Саакадзе восстание вынудило Симона II бежать с войском кызылбашей из Тбилиси в крепость Агджакали (совр.Марнеульский р-н). В картли-кахетинском царстве начал править Теймураз I. 
После битвы при Марабде (июль 1625) шах восстановил Симона II ханом Картли, хотя его власть распространялась только на южную часть Картлийского царства (в частности, на Сабаратиано). Остальная часть Картли была под контролем Теймураза I.

## Убийство Симона II
После Базалетской битвы (1626) в борьбе за власть Теймураз I сговорился с эриставом Зурабом Арагвским, который убил Симона II, а его отрубленную голову отослал Теймуразу I. Вскоре после этого Теймураз ликвидировал исполнителя, Зураба, которому так же отрубили голову и отослали к шаху в Персию, как доказательство непричастности Теймураза к организации убийства Симон-хана.